# Rochus Misch
Rochus Misch (Alt-Schalkowitz, Alta Silesia, 29 de julio de 1917 - Berlín, 5 de septiembre de 2013) fue suboficial con el grado Oberscharführer de la Leibstandarte SS Adolf Hitler adscrito al personal SS dependiente de Hitler (Begleitkommando SS des Führers) en el Führerbunker en Berlín, Alemania. 
Fue probablemente el último superviviente del personal de Adolf Hitler, y el último soldado que abandonó el búnker el 2 de mayo de 1945, fecha en que el Ejército Rojo tomó la capital del Tercer Reich en ruinas.

## Biografía
El apellido Misch es de origen húngaro. En 1937 se unió a la Verfügungstruppe de las SS. Participó en la invasión alemana de Polonia de 1939, junto a la Leibstandarte SS Adolf Hitler donde fue malherido. El jefe de su compañía lo recomendó a la guardia personal SS llamada Begleitkommando SS des Führers en 1940, compuesta solo por 20 hombres SS especialmente seleccionados para el servicio personal, permaneciendo en este puesto desde 1940 hasta el final de la guerra. Ofició de mensajero, enlace, operador de radio (principalmente), y guardaespaldas de Hitler en el búnker.
En este cargo, estuvo en el búnker en los subterráneos del Reichstag en Berlín desde inicios de 1940, hasta que Hitler se quitó la vida en 1945. Misch llegó a conocer muy bien la personalidad del Führer coincidiendo en muchas de sus apreciaciones con las que publicó su secretaria, Traudl Junge.
Este suboficial de las SS de veintisiete años fue el último hombre que habló con el ministro de Propaganda del Reich, Joseph Goebbels, pocos minutos antes de que éste se suicidara junto a Magda Goebbels; vio los cuerpos de Hitler y Eva Braun en el despacho donde se suicidaron y se negó a ayudar a la incineración de estos cadáveres.
Fue capturado por los soviéticos y en primera instancia condenado a muerte en 1949 por apoyar al régimen de Hitler; sentencia que le fue conmutada por trabajos forzados por 25 años y que le fue posteriormente rebajada a 10 años, permaneciendo efectivamente 9 años de cautiverio.
Misch declaró que a pesar de transferir toda clase de mensajes a los diferentes estamentos del régimen nunca llegó a enterarse de lo que le estaba ocurriendo a los judíos en los países conquistados o connacionales. Se enteró recién cuando estuvo en cautiverio de los horrores del Holocausto.
Entre 1945 y 1954 estuvo preso en cárceles soviéticas de Kazajistán y Siberia. En 1955 regresó a Berlín con su familia y fundó una empresa de pinturas. Durante los últimos años de vida vivió de los derechos de sus libros Ich war Hitlers Leibwächter (Yo fui el guardaespaldas de Hitler), publicado en 2006 y Der letzte Zeuge (El último testigo), publicado en 2008 y dando conferencias sobre lo que él vivió junto a Hitler.
Con las muertes de Bernd Freytag von Loringhoven el 27 de febrero de 2007, Armin Lehmann, el 10 de octubre de 2008 y Siegfried Knappe el 1 de diciembre de 2008, Rochus Misch se convirtió en el último superviviente del búnker y la última persona viva que  conoció personalmente a Hitler.
Falleció en Berlín el 5 de septiembre de 2013, a los 96 años, tras vivir en el Imperio alemán, República de Weimar, Alemania Nazi, Ocupación aliada de Alemania, República Democrática Alemana y la Alemania actual.